# Patrimoni dell'umanità delle Filippine
I patrimoni dell'umanità delle Filippine sono i siti dichiarati dall'UNESCO come patrimonio dell'umanità nelle Filippine, che sono divenute parte contraente della Convenzione sul patrimonio dell'umanità il 19 settembre 1985.
Al 2021 i siti iscritti nella Lista dei patrimoni dell'umanità sono sei, mentre diciannove sono le candidature per nuove iscrizioni. I primi due siti iscritti nella lista sono stati nel 1993 le chiese barocche delle Filippine e il Parco naturale delle barriere coralline di Tubbataha, durante la diciassettesima sessione del comitato del patrimonio mondiale. Due anni dopo, nella diciannovesima sessione, le risaie a terrazzamenti delle cordigliere delle Filippine sono divenute il terzo sito filippino riconosciuto dall'UNESCO. Nel 1999 la ventitreesima sessione ha inserito nella lista la città storica di Vigan e il Parco nazionale del fiume sotterraneo di Puerto Princesa. Infine, il sito di più recente riconoscimento è il Santuario naturalistico della catena del monte Hamiguitan, incluso nella lista nel 2014 dalla trentottesima sessione del comitato. Tre siti sono considerati culturali, secondo i criteri di selezione, e altrettanti naturali.

## Siti del Patrimonio mondiale
| Foto | Sito                                                      | Luogo                              | Tipo                        | Anno      | Descrizione |
| ---- | --------------------------------------------------------- | ---------------------------------- | --------------------------- | --------- | --- |
|      | Chiese barocche delle Filippine                           | Manila, Miagao, Paoay, Santa Maria | Culturale (677; ii, iv)     | 1993      | Queste quattro chiese, la prima delle quali fu costruita dagli spagnoli alla fine del XVI secolo, sono la Chiesa di San Agustín a Manila, la Chiesa di Nuestra Señora de la Asuncion a Santa Maria, la Chiesa di San Agustín a Paoay e la Chiesa di San Tomas de Villanueva a Miagao. Il loro stile architettonico unico è una reinterpretazione del barocco europeo da parte di artigiani cinesi e filippini. |
|      | Parco naturale delle barriere coralline di Tubbataha      | Cagayancillo                       | Naturale (653; vii, ix, x)  | 1993-2009 | Il Parco marino delle barriere coralline di Tubbataha copre 96 828 ettari, compresi gli atolli nord e sud e il Jessie Beazley Reef. È un esempio unico di barriera corallina d'atollo con un'altissima densità di specie marine; l'Isolotto Nord funge da sito di nidificazione per uccelli e tartarughe marine. Il sito è un eccellente esempio di barriera corallina incontaminata con una spettacolare parete perpendicolare di 100 m, vaste lagune e due isole coralline. |
|      | Risaie a terrazzamenti delle cordigliere delle Filippine  | Provincia di Ifugao                | Culturale (722; iii, iv, v) | 1995      | Per 2000 anni, le alte risaie dell'Ifugao hanno seguito i contorni delle montagne. Frutto di saperi tramandati di generazione in generazione, ed espressione di tradizioni sacre e di un delicato equilibrio sociale, hanno contribuito a creare un paesaggio di grande bellezza che esprime l'armonia tra l'uomo e l'ambiente. |
|      | Città storica di Vigan                                    | Vigan                              | Culturale (502; ii, iv)     | 1999      | Fondata nel XVI secolo, Vigan è l'esempio meglio conservato di una città coloniale spagnola pianificata in Asia. La sua architettura riflette l'unione di elementi culturali provenienti da altre parti delle Filippine, dalla Cina e dall'Europa, dando vita a una cultura e un paesaggio urbano che non hanno eguali da nessuna parte nell'est e nel sud-est asiatico. |
|      | Parco nazionale del fiume sotterraneo di Puerto Princesa  | Puerto Princesa                    | Naturale (652; vii, x)      | 1999      | Questo parco presenta uno spettacolare paesaggio carsico calcareo con un fiume sotterraneo. Una delle caratteristiche distintive del fiume è che emerge direttamente in mare, e la sua parte inferiore è soggetta agli influssi delle maree. L'area rappresenta anche un habitat significativo per la conservazione della biodiversità. Il sito contiene un ecosistema completo "da montagna a mare" e ha alcune delle foreste più importanti dell'Asia. |
|      | Santuario naturalistico della catena del monte Hamiguitan | Provincia di Davao Oriental        | Naturale (1403; x)          | 2014      | Formando un crinale montuoso che corre da nord a sud lungo la penisola di Pujada nella parte sud-orientale del corridoio della biodiversità di Mindanao orientale, il Santuario naturalistico della catena del monte Hamiguitan offre un habitat fondamentale per una gamma di specie vegetali e animali. Il sito mette in mostra habitat terrestri e acquatici a diverse altezze e comprende specie di flora e fauna minacciate ed endemiche, otto delle quali si trovano solo sul Monte Hamiguitan. Questi includono alberi, piante in pericolo di estinzione, l'iconica aquila filippina e il cacatua filippino. |

## Siti candidati
| Foto | Sito                                                                                            | Luogo                                                                                             | Tipo                                    | Anno       | Descrizione |
| ---- | ----------------------------------------------------------------------------------------------- | ------------------------------------------------------------------------------------------------- | --------------------------------------- | ---------- | --- |
|      | Paesaggi terrestri e marini protetti delle Batanes                                              | Provincia di Batanes                                                                              | Culturale (521)                         | 15/08/1993 | Caratterizzato da un complesso di ecosistemi terrestri, paludosi e marini, il gruppo di isole Batanes è costituito da 10 piccole isole all'estremo nord delle Filippine. È una delle ultime aree rimaste nelle Filippine con caratteristiche fisiografiche naturali uniche (scogliere tagliate dalle onde, affioramenti simili a grotte, spiagge appartate di sabbia bianca) derivanti dalla sua posizione in cui i forti venti e le correnti veloci hanno inciso la sua morfologia. Il sito è l'unica area delle Filippine dove l'architettura tradizionale è in pietra in risposta alle sollecitazioni del vento e dei monsoni. A causa del suo isolamento dal resto del paese, anche la cultura tradizionale della zona è rimasta intatta.                                        |
|      | Complesso delle grotte di Tabon e tutto il Lipuun                                               | Quezon                                                                                            | Culturale (1860; ii, iii, iv, v)        | 16/05/2006 | Il complesso delle grotte di Tabon e tutto il Lipuun Point si trovano sulla costa occidentale di Palawan. Si trova su un promontorio calcareo visibile da ogni direzione per molti chilometri bucherellato da almeno 200 grotte e ripari rocciosi. Il promontorio ha una superficie di circa 104 ettari ed è formato da una serie di cupole calcaree arrotondate separate da profonde voragini. Le circa 200 grotte sono conosciute collettivamente come le Grotte di Tabon, dalla grotta principale, chiamata Tabon dal nome di un uccello megapode che scava il suo nido nel terreno. Questo fu il sito in cui si stabilì per la prima volta la presenza di esseri umani nelle Filippine durante il Pleistocene.                                                                   |
|      | Siti archeologici paleolitici nella Valle di Cagayan                                            | Peñablanca, Solana                                                                                | Culturale (2069; ii, iii, iv, v)        | 16/05/2006 | I siti paleolitici nella valle di Cagayan hanno mostrato i primi strumenti di pietra e resti di specie animali estinte ed esistenti. Gli scavi archeologici intrapresi a Solana e nelle vicinanze hanno portato alla scoperta di più di 68 siti paleolitici nella formazione di Awidon Mesa. In questi siti sono stati rinvenuti strumenti in pietra e fossili di animali estinti che includono stegodon, elefanti, rinoceronti e grandi tartarughe. Sul versante orientale della valle, nel Comune di Peñablanca, l'esplorazione archeologica in particolare nella formazione calcarea di Callao ha rivelato la presenza di 93 siti archeologici che hanno restituito strumenti in pietra dell'industria paleolitica e ossa e conchiglie di animali ancora viventi nelle vicinanze. |
|      | Grotte sepolcrali delle mummie di Kabayan                                                       | Kabayan                                                                                           | Culturale (2070; i, ii, iii, iv, v, vi) | 16/05/2006 | Gli Ibaloi, il gruppo etno-linguistico dominante di Kabayan, hanno una lunga pratica tradizionale di mummificare i loro morti. La pratica della mummificazione iniziò prima della colonizzazione spagnola. Durante il periodo spagnolo, il cristianesimo si diffuse e prese piede nelle montagne di Benguet e la pratica della mummificazione e della sepoltura in grotta fu abbandonata. Situate in posizione strategica nelle pendici montuose del comune di Kabayan, sono state identificate più di 200 grotte sepolcrali artificiali, 15 delle quali contengono mummie umane conservate. |
|      | Siti archeologici di Butuan                                                                     | Butuan                                                                                            | Culturale (2071; iii, iv, v)            | 16/05/2006 | Nel 1975, a seguito della costruzione di una rete di canali di drenaggio, nell'area di Butuan furono scoperte quantità significative di reperti archeologici risalenti all'età del contatto con le grandi tradizioni dell'Asia, dal X secolo al XVI secolo d.C. Il maggior ritrovamento è quello di resti di grandi imbarcazioni d'altura, i balanghai. Ci sono undici di queste barche: tre sono state completamente portate alla luce, due conservate, mentre le altre non sono ancora state scavate. Le barche utilizzano una tecnologia di fasciame neolitica e risalgono a un periodo che va dal X al XIII secolo d.C.. |
|      | Chiese barocche delle Filippine (estensione)                                                    | Boljoon, Guiuan, Lazi, Loboc, Tumauini                                                            | Culturale (3860; i, iii, iv, v, vi)     | 16/05/2006 | La candidatura è un'estensione del sito che già include quattro chiese barocche delle Filippine. I cinque complessi ecclesiastici proposti, tutti risalenti al XVIII o XIX secolo, sono la Chiesa di Nuestra Señora del Patrocinio de María a Boljoon, la Chiesa de la Inmaculada Concepción a Guiuan, la Chiesa di San Pedro Apóstol a Loboc, la Chiesa di San Isidro Labrador a Lazi e la Chiesa di San Matías a Tumauini. |
|      | Incisioni e pitture rupestri delle Filippine                                                    | Anda, Angono, Bontoc, Peñablanca, Rizal                                                           | Culturale (5018; iii)                   | 16/05/2006 | I petroglifi di Angono raffigurano figure animate interpretate come rappresentanti giovani o bambini su una parete in un rifugio roccioso. L'altra serie di incisioni rupestri sono quelli trovati in Alab scolpiti su massi in cima a promontori, i cui soggetti sono quelli di pudenda. Le pitture rupestri sono di due tipi: a) disegni a carboncino sulle pareti delle caverne a Peñablanca e nelle grotte di Singnapan nel sud di Palawan; b) stampe in ematite rossa nella penisola di Anda. |
|      | Siti dei depositi neolitici di conchiglie nelle municipalità di Lal-lo e Gattaran               | Gattaran, Lal-lo                                                                                  | Culturale (5019; ii, iii, iv, v)        | 16/05/2006 | I siti di conchiglie neolitiche si trovano lungo le rive del fiume Cagayan; i cumuli di conchiglie sono di varie dimensioni ed estensione e sono costituiti principalmente da un tipo di vongole d'acqua dolce, Batissa childreni. Associati a questi cumuli di conchiglie sono strumenti di pietra levigata, scaglie di selce, ossa e denti e terracotta rossa con disegni incisi e impressi. Gli studi sui cumuli di conchiglie di Lal-lo e Gattaran hanno rivelato che gli antichi popoli che sfruttavano il loro ambiente raccoglievano conchiglie e cacciavano animali come cervi e maiali. |
|      | Monumento naturale delle Chocolate Hills                                                        | Batuan, Carmen, Sagbayan                                                                          | Naturale (5024; vii, viii)              | 16/05/2006 | Simili alle formazioni trovate a Giava, le colline coniche e quasi simmetriche e della stessa dimensione conosciute come "Chocolate Hills", sono esteticamente più estese. Questi sono costituite dal sollevamento dei depositi di corallo e dal risultato dell'azione dell'acqua piovana e dell'erosione. Le colline sono costituite da circa 1776 tumuli della stessa forma generale. Durante la stagione secca, quando le precipitazioni sono insufficienti, le colline ricoperte d'erba diventano color cioccolato, da cui il nome. |
|      | Parco naturale della catena del monte Malindang                                                 | Provincia di Misamis Occidental, Provincia di Zamboanga del Norte, Provincia di Zamboanga del Sur | Naturale (5029; vii, ix, x)             | 16/05/2006 | Il monte Malindang è una catena montuosa che sale da 600 metri a 2404 metri sopra il livello medio del mare. L'areale si estende su 53 262 ettari di cui circa 33 000 ettari sono ancora ricoperti da vegetazione forestale mentre più di 20 000 ettari sono coltivati e abitati da occupanti forestali per lo più membri della tribù Subanen. La vegetazione forestale è composta da specie molto diversificate dominate da Dipterocarpaceae. È popolata da diverse specie di fauna tra cui quelle rare come l'Aquila delle Filippine (Pithecophaga jefferyi), il Bucero rosso (Buceros hydrocorax), il Tarsier (Tarsius philippinensis) e il Lemure volante (Cynocephalus volans).                                                                                                 |
|      | Parco nazionale del Monte Pulog                                                                 | Buguias, Kabayan, Kayapa, Kiangan                                                                 | Naturale (5030; ix, x)                  | 16/05/2006 | L'intero parco si trova all'interno della catena montuosa della Cordigliera centrale ed è molto aspro, caratterizzato da ripidi pendii sui fianchi delle montagne e da aree generalmente ondulate sulla cima della montagna. Il Monte Pulag è la vetta più alta di Luzon con un'altezza di 2 922 m. Il Parco presenta una grande diversità di flora e fauna, con molte specie endemiche della montagna. La sua fauna selvatica comprende mammiferi minacciati come il cervo bruno delle Filippine, il ratto delle cortecce gigante settentrionale e il pipistrello della frutta pigmeo di Luzon. Si possono trovare anche diverse specie di orchidee, alcune delle quali forse endemiche del Monte Pulag, e altre piante rare come le piante carnivore con trappole ad ascidio.      |
|      | Parco naturale della barriera corallina di Apo                                                  | Sablayan                                                                                          | Naturale (5033; vii, ix, x)             | 16/05/2006 | La barriera corallina di Apo è la seconda barriera corallina contigua più grande del mondo e la più grande delle Filippine. Il Parco naturale è costituito dalle tre isole: l'isola di Apo è la più grande. Ha una laguna poco profonda (da 2 metri a 10 metri) circondata da una foresta di mangrovie che funge da fonte di cibo, vivaio e luogo di riproduzione di diverse specie di fauna costiera e marina e da santuario degli uccelli. I suoi diversi coralli coprono circa 34 km² di barriera corallina dove prosperano diverse specie di pesci, mammiferi marini e invertebrati. |
|      | Area protetta delle risorse gestite di El Nido-Taytay                                           | El Nido, Taytay                                                                                   | Naturale (5034; ix, x)                  | 16/05/2006 | L'area protetta delle risorse gestite di El Nido-Taytay si trova sulla punta nord-occidentale di Palawan. Contiene imponenti scogliere calcaree, spiagge, mangrovie, acque limpide, foreste uniche su terreni calcarei e terreni agricoli ordinati. Ospita cinque specie di mammiferi, tra cui il pangolino del Borneo e 16 specie di uccelli endemiche di Palawan, tra cui il minacciato speroniere di Palawan, il bucero di Palawan e l'assiolo di Palawan. La baia di Bacuit ospita anche dugonghi, delfini e tartarughe marine, molte delle quali sono specie minacciate. Vivono qui anche molti pesci colorati della barriera corallina. |
|      | Area biotica naturale dell'isola di Coron                                                       | Coron                                                                                             | Misto (5035; iii, ix, x)                | 16/05/2006 | L'isola di Coron ha una topografia aspra, generalmente montuosa e il suo terreno è segnato da ripide rocce e burroni. Della superficie totale, circa il 18% è occupato dai Tagbanua come terreni residenziali e agricoli, poiché le formazioni rocciose dominano quasi l'intera area. Un'ampia zona è composta da formazioni carsiche dove abitano le rondini che vi costruiscono il nido. Ci sono falesie calcaree verticali che arrivano fino a 600 metri e otto laghi salmastri e tre più piccoli che hanno collegamenti sotterranei con il mare. |
|      | Parco nazionale dei monti Iglit-Baco                                                            | Bongabong, Calintaan, Mansalay, Rizal, Sablayan, San Jose                                         | Naturale (5036; ix, x)                  | 16/05/2006 | Il Parco nazionale dei monti Iglit-Baco copre vaste aree della parte centrale dell'isola di Mindoro. Si trova nei pressi del Monte Baco (2 488 m s.l.m.) e del Monte Iglit (2 364 m s.l.m.). Sfortunatamente, l'isola è tra le parti più deforestate dell'arcipelago: vi è stato preservato meno del 3% delle foreste primarie. Resti di foreste pluviali, di montagna e di pianura, con specie animali endemiche gravemente minacciate sono protetti nel parco nazionale. Il parco è l'habitat del tamarù (Bubalus mindorensis), uno dei grandi mammiferi più gravemente minacciati. |
|      | Parco naturale della Sierra Madre settentrionale e zone circostanti compresa la zona cuscinetto | Provincia di Aurora, Provincia di Isabela                                                         | Naturale (5037; ix, x)                  | 16/05/2006 | Il Parco naturale della Sierra Madre settentrionale è considerato uno dei più importanti del sistema di aree naturali protette delle Filippine. È la più grande area protetta del paese e la più ricca in termini di diversità genetica, di specie e di habitat. L'importanza del parco è sottolineata dalla miriade di specie di flora e fauna rare e in via di estinzione che sostiene. |
|      | Paesaggio protetto del monte Mantalingajan                                                      | Bataraza, Brooke's Point, Quezon, Rizal, Sofronio Española                                        | Naturale (6006; ix, x)                  | 20/03/2015 | In quanto area chiave della biodiversità, il paesaggio protetto del monte Mantalingajan ospita una grande varietà di piante e animali. La maggior parte degli uccelli minacciati ed endemici di Palawan si trovano nel massiccio del Mantalingahan e nelle pianure adiacenti. Con le recenti scoperte di diverse specie potenzialmente nuove di piante e animali, il monte Mantalingahan rappresenta un contributo significativo alla riserva di biodiversità filippina e globale. |
|      | Parco naturale del vulcano Mayon                                                                | Camalig, Daraga, Guinobatan, Legazpi, Ligao, Tabaco, Malilipot, Santo Domingo                     | Naturale (6007; vii, x)                 | 20/03/2015 | Il vulcano Mayon si trova nella parte meridionale dell'isola di Luzon. Svettante ad un'altezza di 2 462 metri, è noto per la sua forma perfettamente conica la cui bellezza naturale ha ispirato numerose leggende e opere d'arte. È il vulcano più attivo delle Filippine e uno dei più attivi al mondo, avendo eruttato oltre 51 volte negli ultimi quattro secoli. Per la sua altezza, la forma senza rivali e i contorni straordinariamente simmetrici, il vulcano Mayon era ritenuto dai Bicolani preispanici la dimora dei loro antenati e quindi i suoi confini erano soggetti a tabù, compresa la violazione delle sue risorse naturali e persino la scalata della sua vetta.                                                                                                |
|      | Santuario naturalistico delle Turtle Islands                                                    | Turtle Islands                                                                                    | Naturale (6008; ix, x)                  | 20/03/2015 | Le Isole delle Tartarughe fanno parte dell'Arcipelago di Sulu che è composto da circa 400 isole di varie forme e dimensioni. Essendo l'unico grande habitat di nidificazione delle tartarughe marine verdi (Chelonia mydas) nelle Filippine e in tutta la regione dell'ASEAN, il 31 maggio 1996 è stato firmato un memorandum d'intesa tra la Repubblica delle Filippine e il governo della Malaysia che ha creato la Turtle Islands Heritage Protected Area (TIHPA), la prima area protetta transfrontaliera per le tartarughe marine al mondo che mira alla conservazione e alla protezione dell'habitat di questi animali. |